# Noemi Lung
Noëmi Ildiko Lung, född 16 maj 1968 i Baia Mare, är en rumänsk före detta simmare.
Lung blev olympisk silvermedaljör på 400 meter medley vid sommarspelen 1988 i Seoul.